# 李察·禾倫
李察·占士·禾倫（英語：Richard James Warren，1869年3月12日—1940年8月5日）是澳洲昆士蘭州立法會議員。

## 生平
李察·禾倫於1869年3月12日出生於一個鄰近維多利亞州巴拉瑞特的小鎮：巴恩斯特德，是堪富利·禾倫和芬尼·禾倫（娘家姓艾爾德里奇）的兒子。他曾在新南威爾斯州和昆士蘭州當過麥農和牧民。
禾倫於1898年於悉尼與路易莎·傑佛瑞結婚。路易莎死於1927年並於翌年與Maude Ellen Parry於布里斯班結婚。禾倫死於1940年並埋葬在圖旺公墓。